# Spanien i olympiska vinterspelen 1964
Spanien deltog med sex deltagare vid de olympiska vinterspelen 1964 i Innsbruck. Ingen av landets deltagare erövrade någon medalj.